# Palmyra (Missouri)
Palmyra è un comune degli Stati Uniti d'America, situato nello Stato del Missouri, nella contea di Marion, della quale è il capoluogo.